# Marasuchus
Marasuchus é um dinossauriforme surgido no período Triássico médio na Argentina. A espécie Marasuchus illoensis foi originalmente descrita como uma segunda espécie de Lagosuchus,L. Lilloensis. No entanto, em um reestudo dos Lagosuchus feito por Sereno e Arcucci (1994), os autores concluíram que o (tipo) espécime original foi muito mal conservados para permitir que qualquer outros exemplares possam ser atribuído ao gênero. Eles também observaram que o especime L. lilloensis tinha proporções dos membros diferentes de outros tipos da espécie. Com base nisto, eles atribuiram o L. lilloensis a um novo gênero, Marasuchus.